# 伍晋南
伍晋南（1909年—1999年3月23日），广东兴宁新圩大山乡人。中国共产党高级党、军领导。

## 生平
生父母家贫，把伍晋南卖给别人家。养父是常年在外做藤椅的工人，每年寄回二三十元钱供家使用，生活主要靠养母种地维持。七岁起开始一边放牛一面在本村私塾读书，直到14岁入区高小学习。1924年，广东军阀王任环在五华设立军官讲习所收生，伍晋南被亲邻伍名卿(其子在王任环部下任团长)保送到讲习所受训。训练三个月时，国民革命军东征打到五华县，军官讲习所向平远败退，乘机跑回家中。1925年从区高小毕业，因养父去世，家中无力供给学费，自己活动求得祠堂和亲朋的帮助进入县立中学读书。1926年参加了由中共领导的择师运动。1926年11月入团，参加了冬季在汕头召开的广东潮海陆丰劳动童子团代表大会。1927年4月转党。1927年7月兴宁县暴发农民暴动，伍晋南担任暴动队的交通员。随暴动队伍进入到兴宁、梅县交界的鸡鸣山，成立工农讨逆军，任讨逆军宣传员。讨逆军于1927年冬解散，伍晋南与党失去了联系。
1928年春经党员冯宪章介绍到梅南任小学教员。1928年6月到白少支部任书记。1928年10月调任梅南区委书记。1929年4月，五华县委巡视员，后调任五华县赤卫大队政委。1930年到兴宁县委工作。1931年化装到了赣南红军独立三师被李井泉留下任独立三师青年科长、组织科长；红二十一军政治部宣传科科长，红三军团第五师政治部组织科科长，红三军团政治部破坏部部长，第十三团政治处主任。参加长征。到达陕北后，任西北革命军事委员会后方办事处破坏科科长、红二十八军政治部组织科科长。 1935年12月至1936年10月任红二十八军政治部主任。
抗日战争爆发后，担任八路军120师358旅716团政训处主任。1937年9月至1938年5月任八路军第一二○师雁北支队政治委员。1938年春夏任八路军第一二○师宋（时轮）支队政治处主任。1938年5月至1939年2月任八路军第四纵队政治部主任，率部参加冀东大暴动。1939年2月至1943年任三五八旅政治部主任、八路军冀热察挺进军政治部主任、挺进军军政委员会委员兼八路军第四纵队第十二支队政治委员、纵队常委（至1942年2月）。 1942年1月起任八路军第一二○师暨晋西北军区第三五八旅兼第三军分区政治部主任。1942年9月起任西北局精兵简政编余人员处理安置研究委员会成员。1943年任八路军留守兵团政治部副主任。作为晋察冀代表团成员出席出席了中共第七次代表大会。会后带领广东七大代表和200多人组成的广东干部大队（任政委）随359旅刘转连部南下到东江纵队工作。日本投降时，正行军到了河南省新安地区过陇海路，奉命广东干部队伍停止南下，立即转赴东北。
第二次国共内战期间，1945年11月10日东北局决定在长春成立吉林省工委、任命张启龙为工委书记、伍晋南为副书记兼吉林军区副政委。吉林军区扩大的2万人的新部队不纯，张启龙与伍晋南于11月23日向各级党委和部队发出了《关于目前部队政治工作的指示》，提出“目前部队政治工作应该转到以巩固为主，在巩固中继续扩大的方针”，要求各部队必须大量发展党员，建立党的核心组织，健全政治机关，加强政治教育，认真解决好干部问题。强调要“调换那些来历不明、品质坏、不可靠的投机分子，清查混进队伍中充当干部的奸细分子”。又以省工委和军区名义于12月发出了《关于坚决彻底消除党政军中的奸细、坏分子的命令》，各级党政军部门领导亲自动手、进行彻底清理，“发现奸细分子，必须毫不迟疑地坚决逮捕，做到一个不留”“对不可靠的动摇分子，必须坚决清洗出去”。1945年12月，伍晋南与山东渤海七师黄荣海团从农安县城出发，12月6日拂晓前，进到靠山屯投入战斗，黄荣海负伤，7日晚战斗结束，全歼顽敌500余人，俘虏团长孙启和骑兵营长杨大勇一下150余人。
1946年1月13日林枫在海龙镇召开会议，贯彻东北局关于区划变动的指示，吉林省与辽北省合并，在吉林省工委和吉林军区的基础上成立吉辽省委(亦称东满分局)和吉辽军区，伍晋南任军区政治部主任。1946年7月11日在敦化召开省委扩大会议，传达贯彻东北局哈尔滨高干会议精神和“七七”决议。会后，伍晋南响应“跑出城市，丢掉汽车，脱下皮鞋，换上农民衣服，不分文武，不分男女，不分资格，一切可能下乡的干部统统到农村去”的号召，调任吉北地委书记兼吉北军分区政委，辖榆树、舒兰两县和松江（德惠与九台的流亡党政机构）、永北（永吉北半部）两个办事处，是对长、吉之敌的斗争前沿，哈尔滨的屏障。1946年8月伍晋南到吉北地委所在地舒兰，深入解决土地问题，加强对分区地方武装的政治思想教育和整训工作，1946年下半年有效地制止了长、吉之敌的骚扰窜犯活动。吉北军分区经几次扩兵，至1946年9月已由撤出吉林时的3000多人增至5000多人。1947年2月至8月兼任东北民主联军独立第三师政治委员。
1947年9月至1948年4月伍晋南调任安东省第四地委书记（地委取消后任县委书记）、安东军区第四军分区政治委员。1948年3月至1949年4月任中共安东省委委员、省委办公室主任。
中华人民共和国成立后，1949年11月，伍晋南赴广东任北江地委第一书记兼北江军分区政委，清匪反霸，完成土地革命，建立新政权。1952年8月，任粤北区党委第一书记兼粤北军分区政委。1953年12月任粤中区党委第一书记兼粤中军分区政委。1954年6月调任广西省委第二副书记，1955年2月至1957年9月兼任广西省人民政府工业办公室主任。 1956年7月至1958年3月任省委书记处书记、1958年3月至1967年1月任广西壮族自治区党委书记处书记分管文教工作，1962年10月至1967年1月兼任监察委员会主任、1958年12月至1967年1月兼任区委党校校长。大办耕读小学，创办了初级农业中学、走读农中、半工(农)半读农业中等技术学校。1965年创建了半工(农)半读的广西劳动大学，兼任党委书记、校长。1975年10月至1976年10月任中共广西壮族自治区委委员。 1977年12月至1983年4月任陕西省政协副主席。1984年到广东离职休养。。